# El Ouldja (Sétif)
El Ouldja (em árabe: الولجة) é uma comuna localizada na província de Sétif, Argélia. Sua população estimada em 2008 era de 8 592 habitantes.